# Amatepec de Vázquez
Amatepec de Vázquez är en ort i Mexiko.   Den ligger i kommunen Carlos A. Carrillo och delstaten Veracruz, i den sydöstra delen av landet, 400 km öster om huvudstaden Mexico City. Amatepec de Vázquez ligger 8 meter över havet och antalet invånare är 196.
Terrängen runt Amatepec de Vázquez är mycket platt. Runt Amatepec de Vázquez är det ganska glesbefolkat, med 48 invånare per kvadratkilometer. Närmaste större samhälle är Cosamaloapan de Carpio, 15,1 km nordväst om Amatepec de Vázquez. Trakten runt Amatepec de Vázquez består till största delen av jordbruksmark.